# Rhaphidostichum surculare
Rhaphidostichum surculare là một loài Rêu trong họ Sematophyllaceae. Loài này được (Dixon) Dixon miêu tả khoa học đầu tiên năm 1935.